# Gà liên kết giới tính

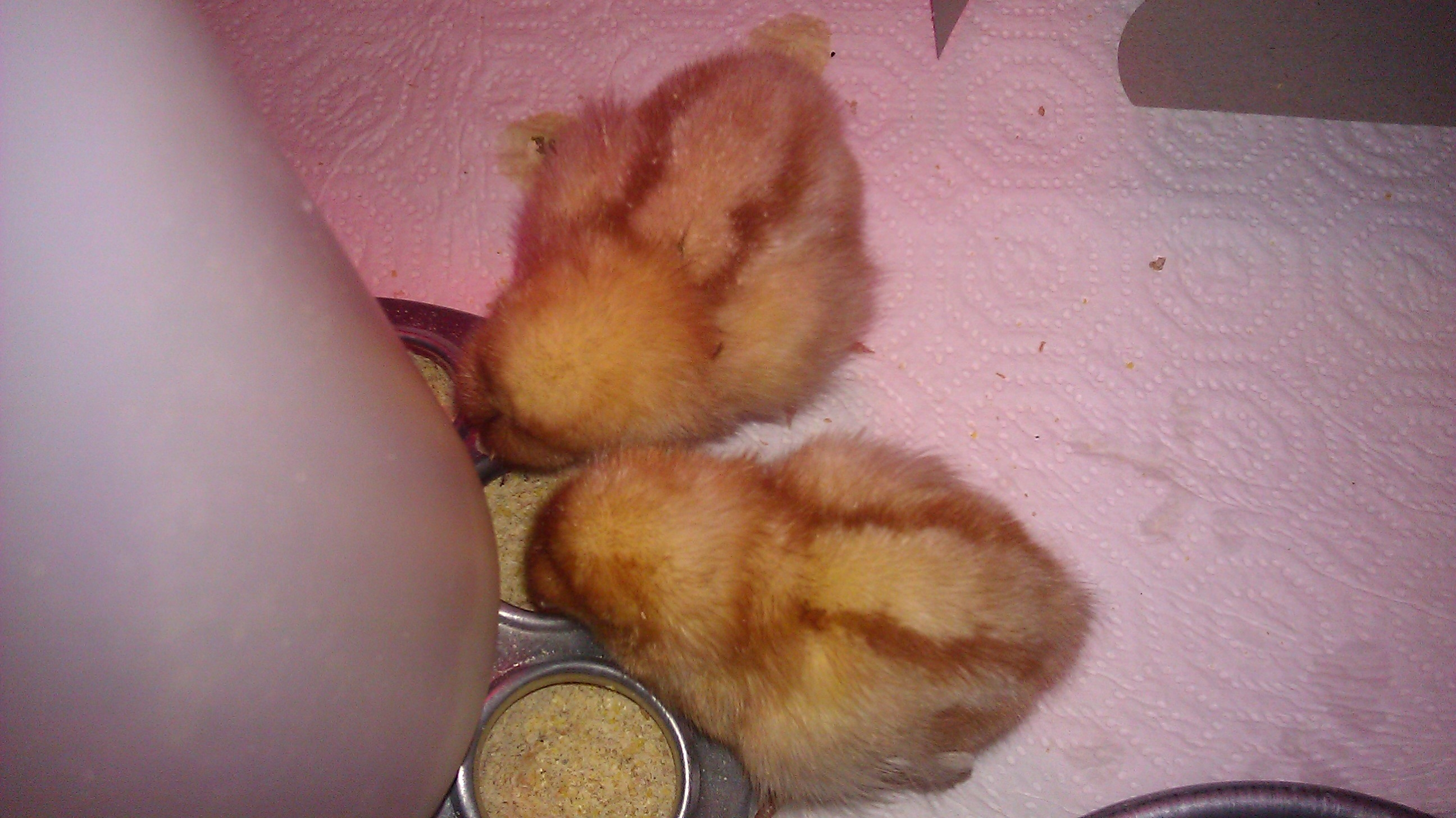
Hình 1: Gà mái con mới nở thuộc giống "Cinnamon Queen" có sọc nâu.

Gà liên kết giới tính là chủng gà lai có con trống và con mái dễ phân biệt bằng mắt thường ngay từ khi mới là trứng hoặc vừa mới nở. Trong tiếng Anh, chủng gà này gọi là Sex-links Chicken (gà liên kết giới tính), thường gọi tắt là "sex-links"; còn việc lai để tạo ra chủng này gọi là "Making of Sex-Links".
Trong mỗi chủng tạo ra thành công, con trống (♂) hoặc con mái (♀) đã được "đánh dấu" nên rất dễ nhận biết từ trứng hoặc từ khi mới nở. Chẳng hạn ở giống gà "Nữ hoàng Cinnamon" (Cinnamon Queen) con mái có sọc nâu trên lưng, còn con trống không có (hình 1). Điều này rất tiện lợi cho người chăn nuôi gà và được nhiều người thuộc nhiều ngành khác nhau ưa thích.

## Ví dụ

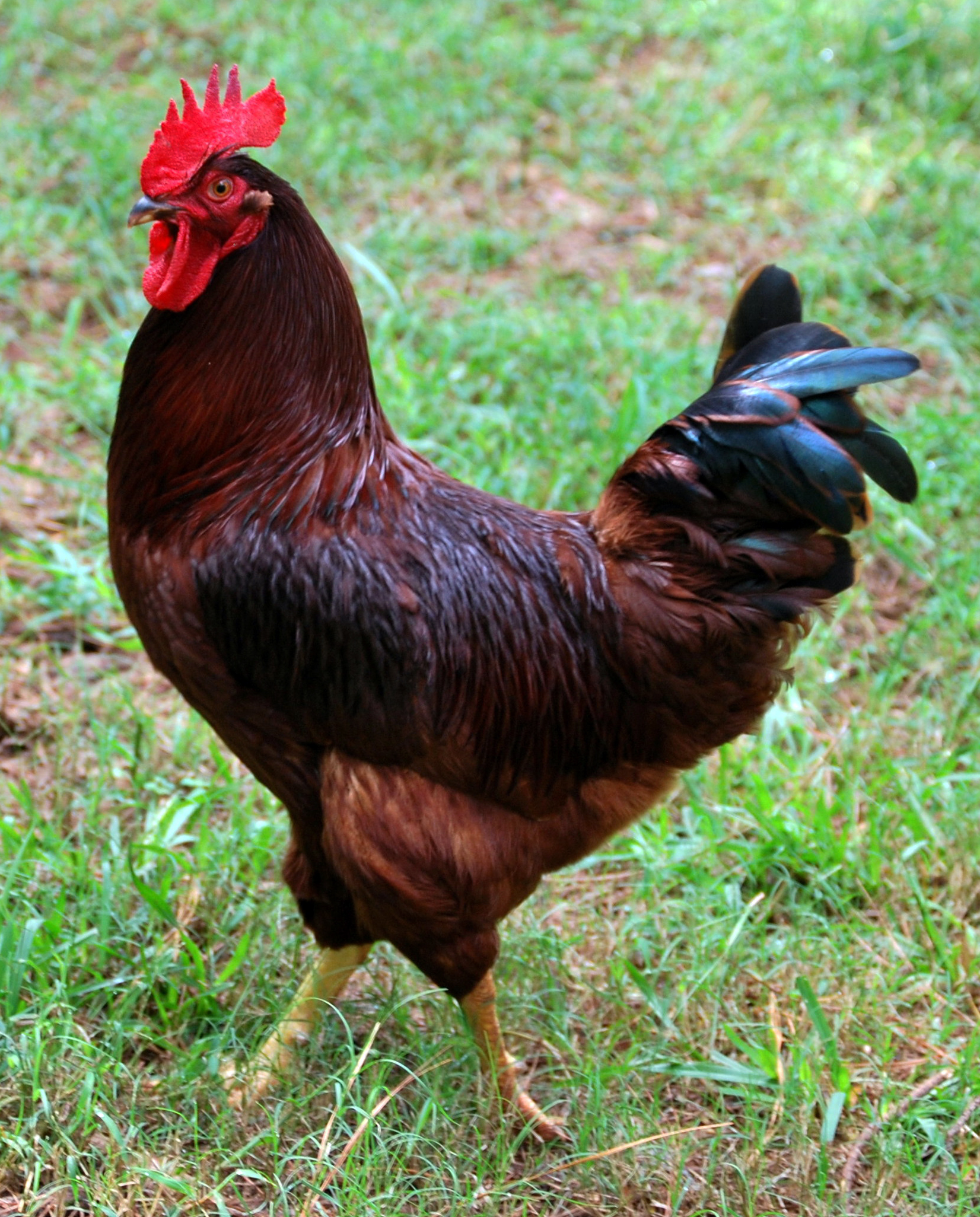
Hình 2: Gà trống Rốt (thuần chủng).

Phép lai: Gà trống Rốt (Red Rhode Island, lông nâu đỏ - hình 2) × Gà mái Potchefstroom (Potchefstroom Koekoek, lông đốm đen trắng) đã tạo ra chủng gà Naledi, mới một ngày tuổi đã có đặc điểm phân hoá rất dễ nhận: gà con có túm lông trắng trên đầu chắc chắn là trống, còn gà mái thì không.

## Ý nghĩa
- Trong lịch sử chăn nuôi gà, việc phân biệt được gà trống với gà mái ngay từ khi mới nở là rất khó khăn, nhưng lại rất cần thiết, vì người chăn nuôi cần phân hoá đàn gà của mình càng sớm càng tốt để phù hợp với mục đích: nuôi gà trứng hay gà thịt, nhất là trong chăn nuôi theo quy mô lớn. Từ đó, mới xác định được chế độ nuôi dưỡng thích hợp. Bởi vậy, từ lâu con người đã có nhiều phương pháp nhằm xác định giới tính gà, nhưng kết quả còn hạn chế. Việc tạo các chủng gà liên kết giới tính giúp cho việc phân biệt trống mái ngay từ lúc gà mới nở trở nên dễ dàng và chính xác.
- Ngoài ra, việc lai tạo nên chủng này thường phát sinh ưu thế lai, nên năng suất nói chung cao hơn năng suất chăn nuôi chính gà bố và gà mẹ của chúng.[4]

## Các chủng, kiểu
- Dựa vào màu lông[5]

- Nhiều chủng (giống) phổ biến phân biệt màu lông đen là con trống (gọi là black sex-link)
- Một số chủng khác lại có con trống có bộ lông đỏ (gọi là red sex-link).
- Dựa vào các tính trạng khác:[6] hình dạng và màu sắc trứng.

## Cơ sở di truyền học

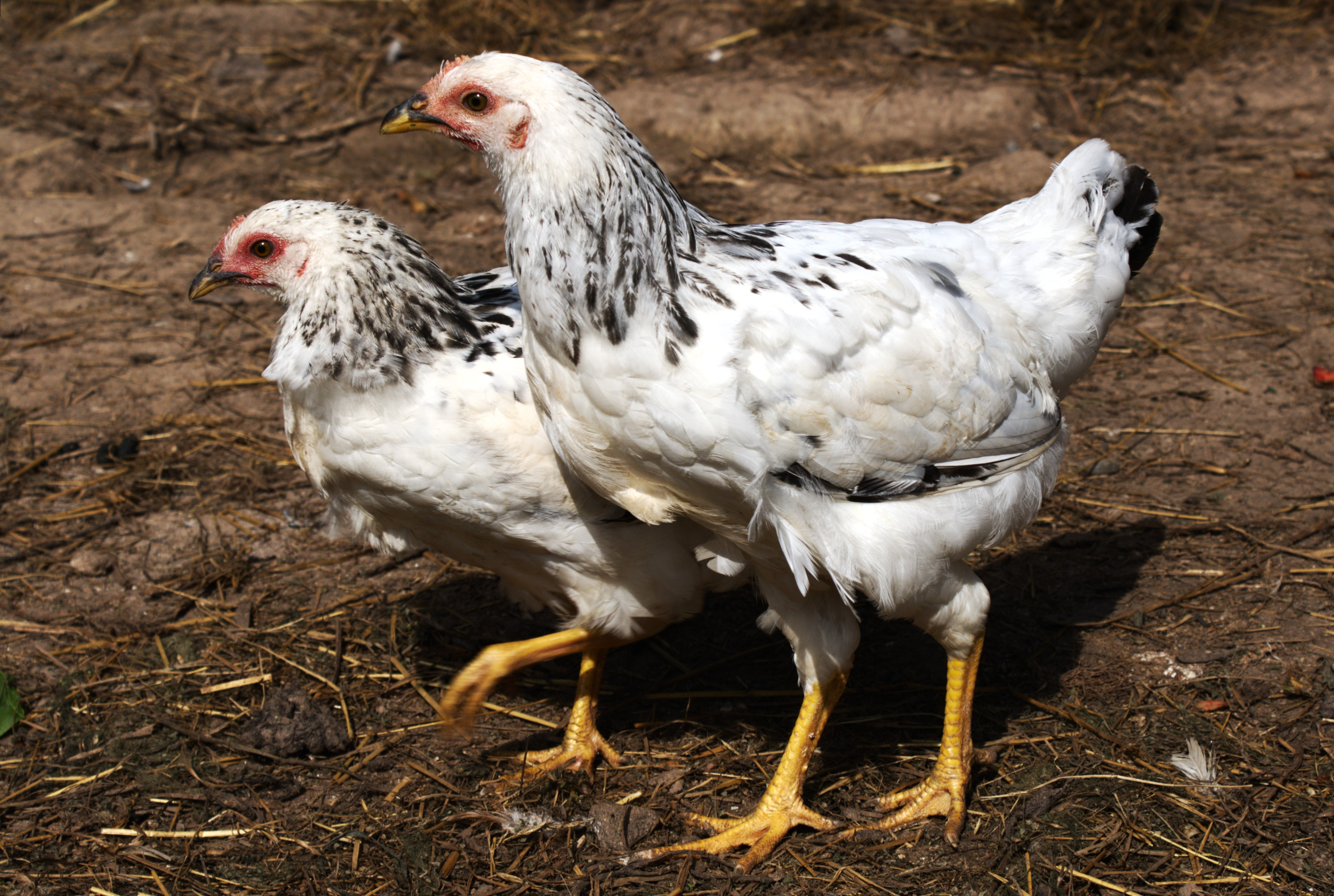
Hình 3: Một chủng gà bạc (Silver chicken) mang gen S (trội).

- Nói chung, việc tạo ra các chủng này (Making of Sex-Links) phần lớn dựa vào cơ chế di truyền liên kết giới tính, trong đó, màu lông hoặc hình thái trứng do gen nằm trên nhiễm sắc thể giới tính Z (tức X ở thú). Gen này thường được chọn là gen trội, nhưng cũng có thể là gen lặn.[7] Nếu là gen trội, thì gen sẽ biểu hiện ngay ở đời sau; nếu là lặn, thì ở con trống (ZZ) gen sẽ tạo ra lượng sản phẩm nhiều hơn do mang hai alen, trong khi con mái chỉ có một alen.[8][9]

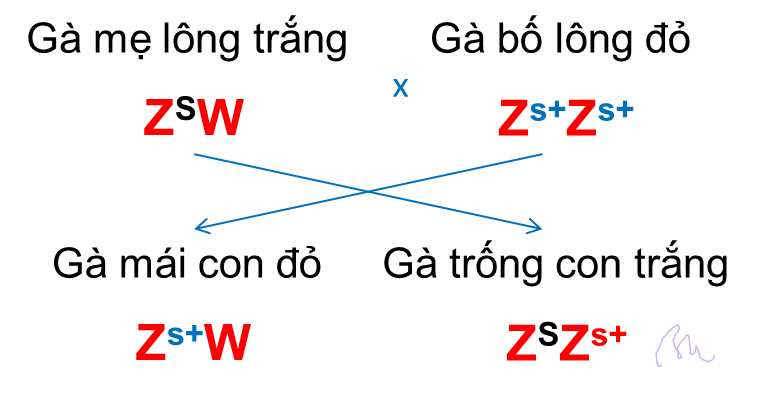
Hình 4: Sơ đồ một phép lai nhằm tạo ra chủng gà liên kết giới tính: gà trống con mới nở đã có lông trắng.

- Các chủng (giống) có lông màu trắng hoặc một phần bộ lông trắng thường mang gen trắng bạc (silver gene) kí hiệu là S (hình 3). Đây là một gen trội có biểu hiện gen phức tạp. Khi một gà mái có gen S này được lai với gà trống lông có bộ lông màu đều (chẳng hạn lông màu đỏ), thì gà con là trống (giới đực) nó sẽ có lông màu trắng, còn gà con là mái (giới cái) sẽ có bộ lông như của gà bố (sơ đồ ở hình 4).[10]

## Hình ảnh xem thêm

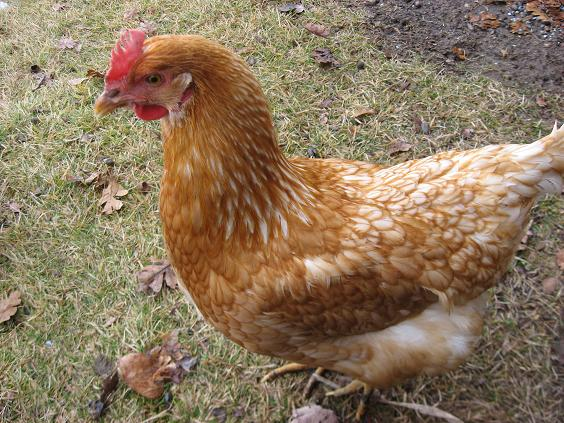
Gà liên kết giới tính đỏ (gà mái)
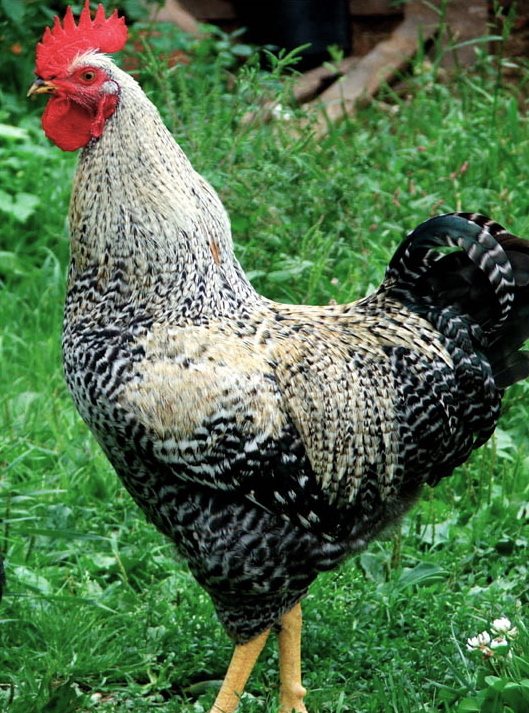
Gà liên kết giới tính đen (con trống)
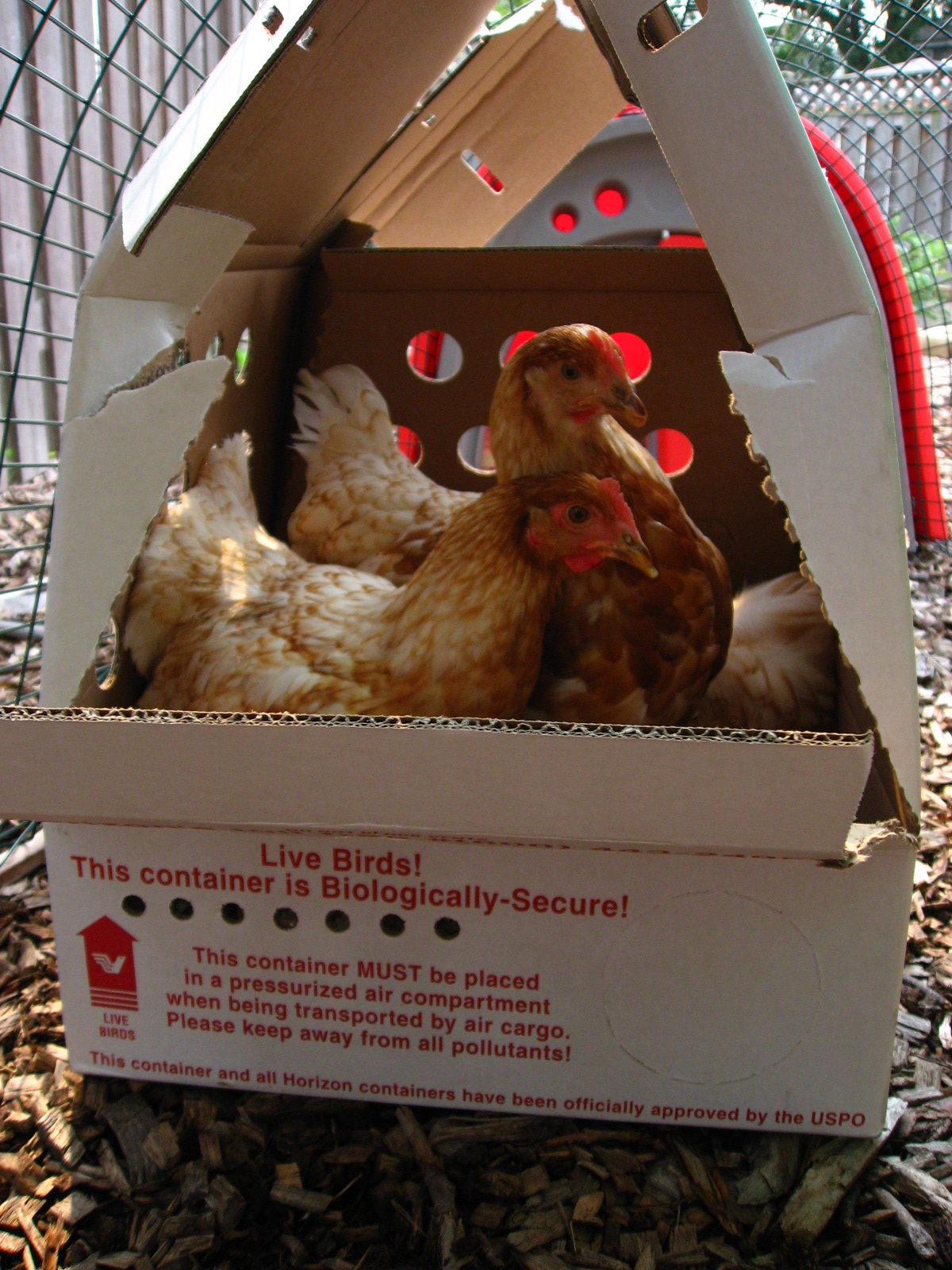
Đang vận chuyển gà mái
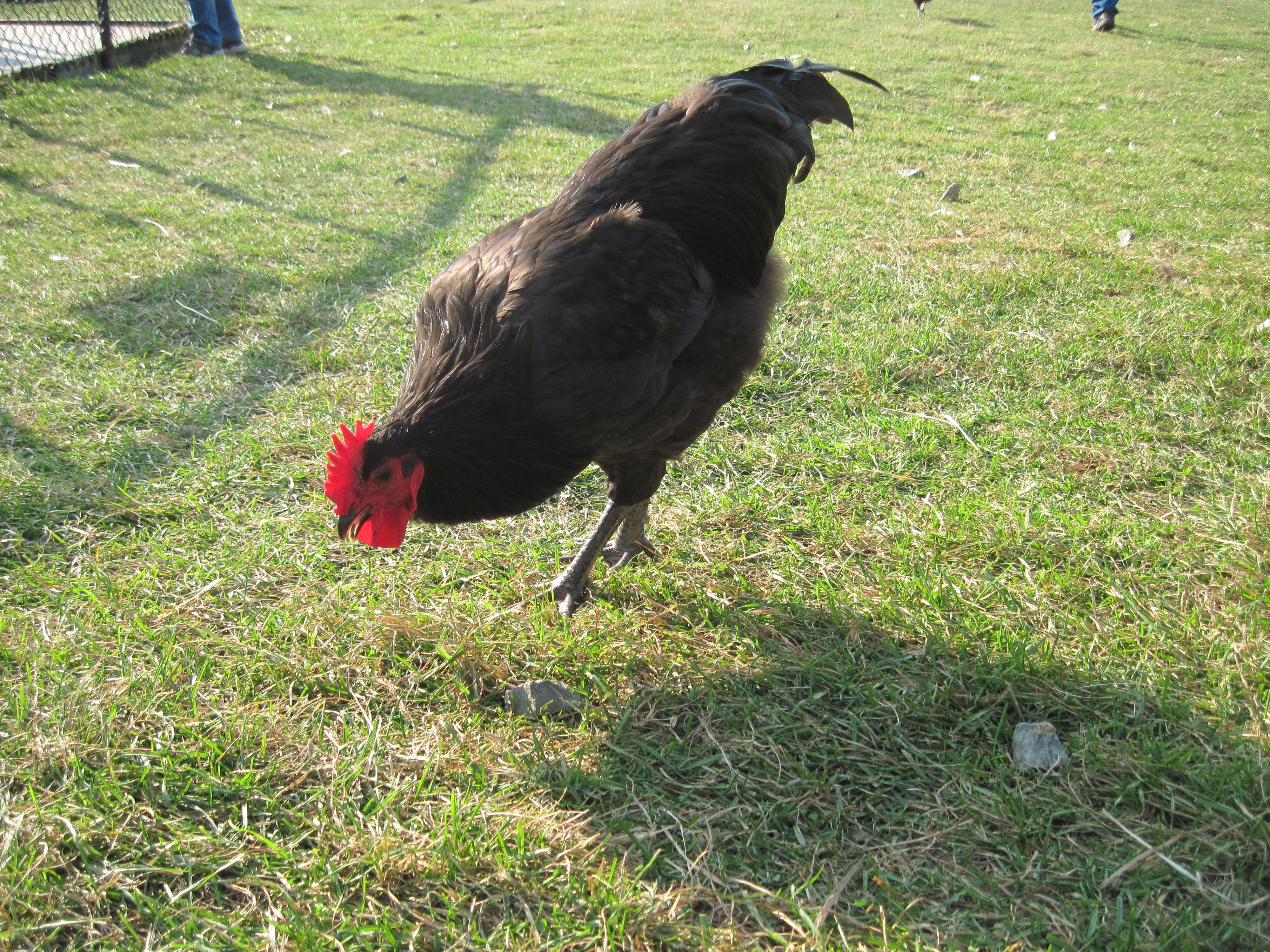
Gà liên kết giới tính đen.
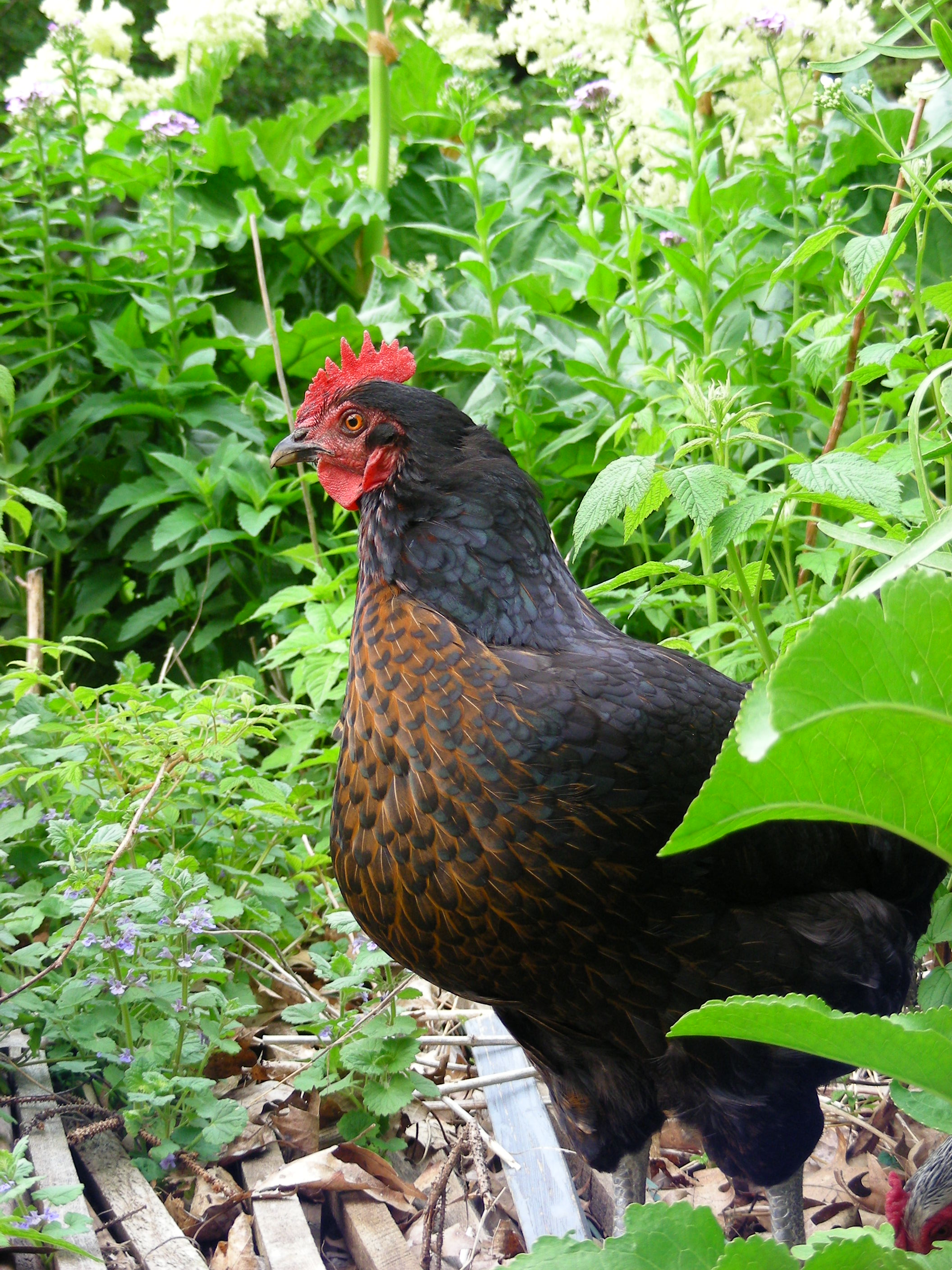
Gà trống lông đen (kiểu black sex-link).